# Scaphytopius dubius
Scaphytopius dubius är en insektsart som beskrevs av Van Duzee 1910. Scaphytopius dubius ingår i släktet Scaphytopius och familjen dvärgstritar. Inga underarter finns listade i Catalogue of Life.